# Daqing Sartu Airport
Daqing Sartu Airport (kinesiska: 大庆萨尔图机场, Dàqìng Sàěrtú Jīchǎng) är en flygplats i Kina. Den ligger i provinsen Heilongjiang, i den nordöstra delen av landet, omkring 160 kilometer nordväst om provinshuvudstaden Harbin. Daqing Sartu Airport ligger 152 meter över havet.
Runt Daqing Sartu Airport är det ganska tätbefolkat, med 160 invånare per kvadratkilometer. Trakten runt Daqing Sartu Airport består i huvudsak av gräsmarker.
Genomsnittlig årsnederbörd är 890 millimeter. Den regnigaste månaden är juli, med i genomsnitt 203 mm nederbörd, och den torraste är januari, med 4 mm nederbörd.